# استئصال الزجاجية

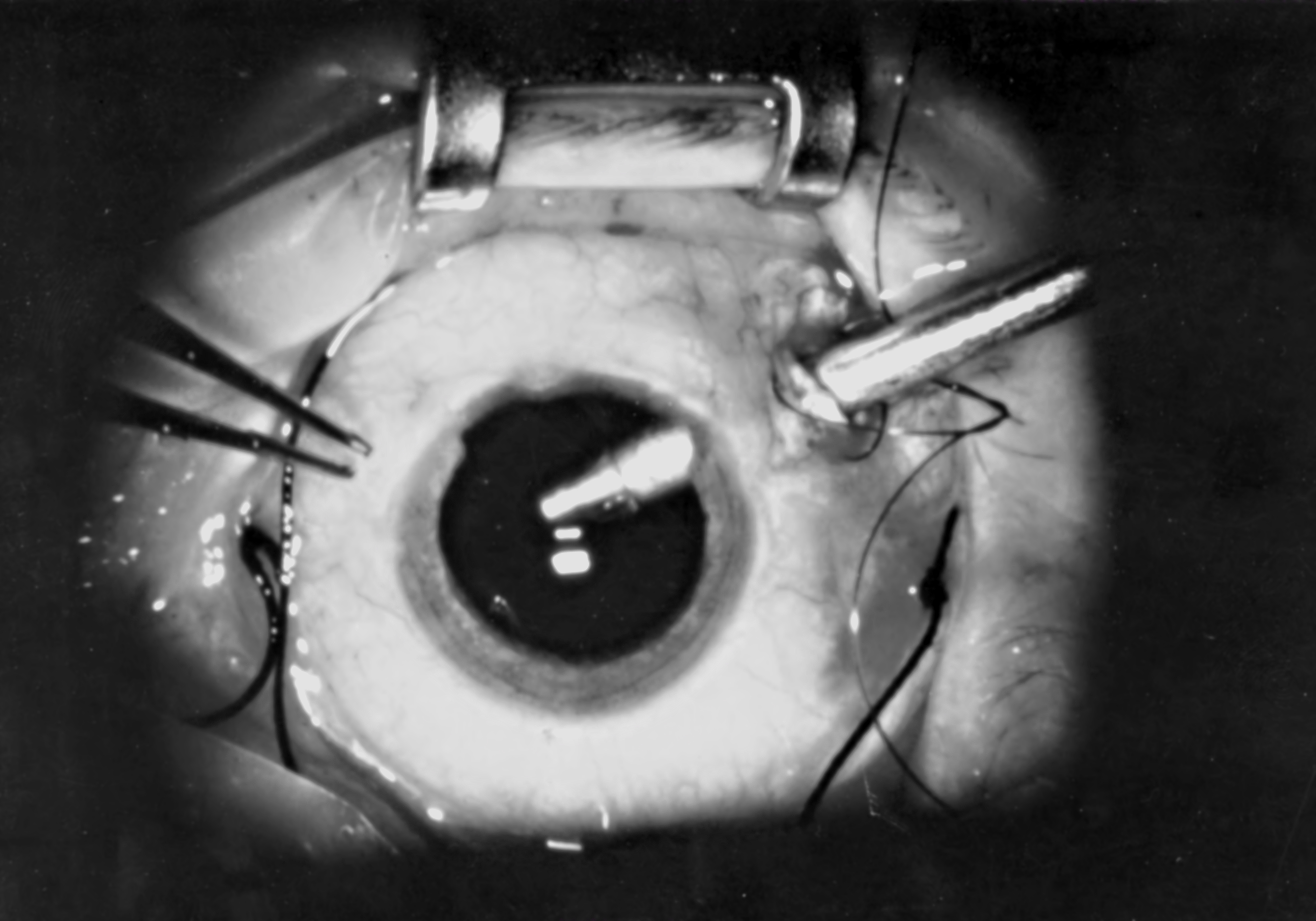
استئصال الزجاجية باستخدام منفذ واحد عيار 19

استئصال الزجاجية هي عملية جراحية لإزالة بعض أو كُلّ الخِلط الزجاجي من العين، استئصال الزجاجية الأمامي يتضمن إزالة أجزاء صغيرة من الخلط الزجاجي من التركيبات الأمامية للعينفي العادة لأنها متشابكة في عدسة العين أو أجزاء أخرى. استئصال الزجاجية للجزء المسطح هو مصطلح عام يشير إلى مجموعة من العمليات يتم إنجازها في جزء أعمق من العين. وكلها تتضمن إزالة بعض أو كل الخلط الزجاجي-هلام العين الداخلي.

## استئصال الزجاجية للجزء المسطح
استئصال الزجاجية تمّ إيجاده من قِبل روبرت ماشيمير وبإسهامات من ثوماس م. آبيرغ في نهاية 1969 وبداية 1970. كان الهدف من استئصال الزجاجية هو إزالة الخلط الزجاجي المعتم-و هو في العادة يحتوي على دمّ.
نجاح أُولى هذه الإجراءات قاد إلى تطور تقنيات وأدوات لإزالة العتمة وكذلك لتقشير نسيج الندبة عن البطانة الحساسة للضوء في العين-الشبكية-إزالة الغشاء؛ لإيجاد مساحة للمواد المحقونة داخل العين للالتصاق بشبكية العين مثل الغازات والسيليكون السائل، وزيادة فاعلية خطوات جراحية أخرى مثل بعج الصلبة.
تطور أدوات جديدة واستراتيجيات جديدة في الجراحة خلال 1970 و 1980 قادها الجرّاح المهندس ستيف تشارلز. تطورات حديثة أكثر ضمنت أدوات أصغر مكرّرة لاستخدامها في العين، حقن أدوية مختلفة في وقت العملية لتحريك الشبكية المنفصلة إلى مكانها المناسب وتحديد أماكن الأنسجة لإزالتها وعلى المدى البعيد للحماية من تكوين الندب.

## خطوات جراحية إضافية

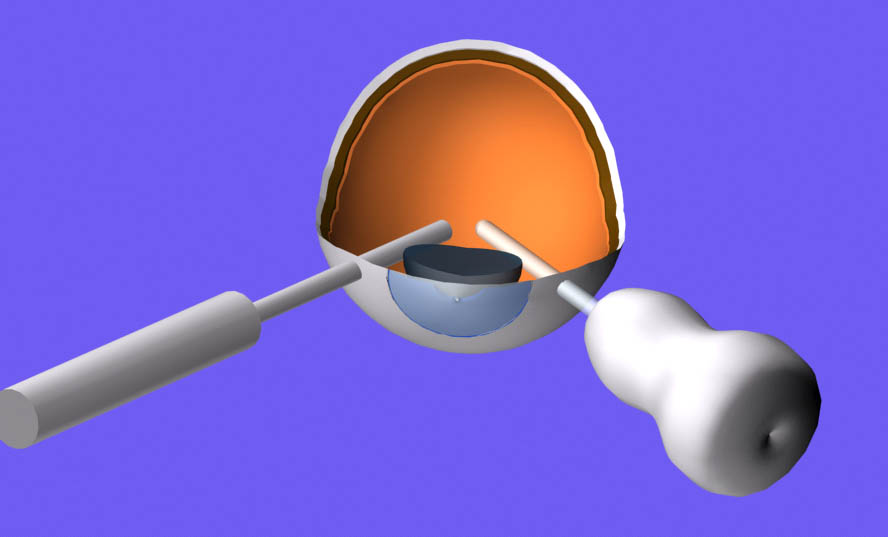
أدوات استئصال الزجاجية

هناك خطوات جراحية إضافية كجزء من العمليات الحديثة لاستئصال الزجاجية وتتضمن:
- إزالة الغشاء: إزالة طبقات من أنسجة الشبكية غير الصحية باستخدام أدوات دقيقة مثل الملقط (أداة قابضة صغيرة)، سنارات مصغرة، والتشريح اللزج (فصل طبقات الأنسجة باستخدام السوائل).
- تبادل السائل/الهواء: حقن هواء إلى العين لإزالة سائل عيني موجود داخل الحجرة الخلفية للعين مع المحافظة على الضغط داخل العين لتثبيت الشبكية مؤقتا في مكانها لسدّ الفتحات الموجودة في الشبكية. ضغط الهواء يكون مشابهاً للحجرة الخلفية بشكل مؤقت ليمتلئ بعدها بالسائل مرة أخرى.
- تبادل الهواء/الغاز: حقن غاز أو غاز ممزوج مع الهواء، إلى الحجرة الخلفية للعين. الغازات الاعتيادية المستخدمة هي البيرفلوروبروبان أو سداسي فلور الكبريت . يتم مزج هذه الغازات مع الهواء لحيادة خصائص التمدد لديها لتكون فعالة لمدّة طويلة (أكثر من الهواء وحده) دكّاك الشبكية. دكّاك الشبكية يعمل على تثبيت الشبكية في مكانها أو لإغلاق الفتحات الموجودة فيها مؤقتاً. خليط الغازات يختفي وحده بمجرد انتهاء الهدف المرجو منه وبإعادة امتلاء الحجرة الخلفية بالسائل.[3]
- حقن زيت السليكون: تعبئة العين بسليكون سائل لتثبيت الشبكية في مكانها.[3]
- التخثير الضوئي: العلاج بالليزر لإغلاق الفتحات الموجودة في الشبكية أو لتقليص الأوعية الدموية غير الصحية والمضرة التي تظهر في بعض الأمراض مثل السكري.[3]
- بعج الصلبة: باستخدام دعامة يتم وضعها كالحزام يوضع حول جدار كرة العين للمحافظة على الشبكية في مكانها.
- إزالة العدسة: إزالة عدسة العين عندما تكون معتمة (السادّ) أو عندما تكون ملتصقة بنسيج ندبة.[3]

## دواعي الاستعمال
الحالات المرضية التي يمكنها الاستفادة من استئصال الزجاجية هي:
- انفصال الشبكية: حالة مرضية تسبب العمى حيث يقشر الجدار الداخلي للعين ويطفو فيها بشكل حر في داخل العين. خطوات إعادة الشبكية لمكانها تتضمن استئصال الزجاجية لتنظيف الهلام الداخلي، بعج الصلبة لدعم الشبكية المنفصلة التي تم أعادتها لمكانها. إزالة الغشاء لإزالة نسيج الندب، حقن سوائل كثيفة لدفع الشبكية لمكانها. التخثير الضوئي لدفع الشبكية باتجاه جدار العين. حقن غاز أو زيت السليكون لتأمين الشبكية في مكانها في أثناء التآمها .
- تجعد البقعة: تكوين بقعة من الأنسجة غير الصحية في مركز الشبكية (البقعة) مشوهة بذلك الرؤية. ويسمّى أيضاً بـ(غشاء فوق الشبكيّة). بعد استئصال الزجاجية لاستئصال الهلام الزجاجي يتم إزالة الغشاء لتقشير النسيج.
- اعتلال الشبكية السكري: قد يدمّر الرؤية إما باعتلال الشبكية السكري التكاثري أو اللاتكاثري. النوع التكاثري يتميز بتكوين أوعية دموية نازفة وغير صحية تتحرك بحرية في العين (يسمّى بالنزيف الزجاجي)، و\أو تسبب ندبة ليفية سميكة على الشبكية لتفصلها. في العادة فإن اعتلال الشبكية السكري يتم معالجته في المراحل المبكرة في عيادة الطبيب لتفادي حدوث مثل هذه المشاكل. عندما يحدث نزيف أو انفصال للشبكية فإنّ الهدف من استئصال الزجاجية هو التخلص من الدم وإزالة الغشاء، وحقن غاز أو سليكون مع بعج الصلبة لاستعادة النظر. مرضى السكري يجب أن يخضعوا لفحص العين بشكل سنوي.
- ثقوب البقعة:التقلص الطبيعي للسائل الزجاجي الذي يحدث مع تقدم العمر قد يسبب تشققات في مركز الشبكية الذي ينتج عنه نقطة عمياء تحجب النظر.
- نزيف السائل الزجاجي: نزيف العين من الجروح، تشققات الشبكية، النزيف تحت العنكبوتي (كما في متلازمة تيرسون) أو أوعية دموية مغلقة. بمجرد إزالة الدم، فإن التخثير الضوئي مع الليزر يمكن أن يقلص الأوعية الدموية غير الصحية أو إغلاق فتحات الشبكية .
- عوامات الزجاجية: ترسبات مختلفة الحجم، الشكل، التكوين، معامل الانكسار، الحركة، موجودة خلال الهلام الزجاجي الشفاف والتي قد تعيق الرؤية. في هذه الحالة فإن استئصال الزجاجية للجزء المسطح قد يساهم في تخفيف الأعراض،[4] ولكن بسبب وجود أعراض جانبية فإنه يستخدم فقط في الحالات الخطيرة.

## مضاعفات العملية
كما هو الحال في أي عملية قد ينتج عنها التهابات، وكذلك في حالة استئصال الزجاجية قد ينتج عنها انفصال الشبكية. المضاعفات الأكثر شيوعاً هي ارتفاع ضغط العين، نزيف في العين، والساد؛ وهو أكثر المضاعفات شيوعاً. معظم المرضى يصابون بالساد خلال السنوات الأولى بعد العملية.

## الإفاقة بعد العملية
يستخدم المريض قطرات العين لعدة أسابيع أو مدة أطول للسماح لسطح العين بالتعافي. في معظم الحالات فإنه يجب تجنب حمل الأشياء الثقيلة لعدة أسابيع. يمكن وضع فقاعة غاز داخل العين للمحافظة على الشبكية في مكانها. في هذه الحالة فإنه يجب المحافظة على الرأس في وضعيات معينة؛ الوجه للأسفل، والنوم على الجانب الأيسر أو الأيمن. ومن المهم اتباع تعليمات الطبيب. فقاعة الغاز تذوب مع الزمن لكن ذلك يستغرق عدة أسابيع. يجب تجنب الطيران في هذه الأثناء. المشاكل مثل رجوع الحالة الأصلية , النزيف , أو الالتهاب من العملية يمكن ان تحتاج إلى المزيد من المعالجة وإلا سوف تتسبب بالعمى.
في حالة الحاجة للفاظ على الوجه للأسفل بعد العملية فإنه يمكن استئجار نظام داعم لاستئصال الزجاجية لمدة قد تتراوح بي 5 أيام غلى ثلاثة أسابيع.

## الرؤية بعد استئصال الزجاجية
استعادة النظر بعد العملية يعتمد على الحالة المرضية الأصلية التي استدعت إجراء العملية؛ إذا كانت العين في كامل صحتها ممتلئة بالدم فإن استئصال الزجاجية يؤدي إلى استرجاع النظر 20\20. إذا كانت المشكلة أكثر خطورة فإن النظر النهائي قد يكون كافياً فقط للمشي( النظر الجوّال ) أو اقل .